# معركة سارسا
وقعت معركة سارسا بين خالصة وسلطنة مغول الهند. انتهت المعركة بتدمير السيخ أثناء محاولتهم عبور نهر سارسا. انفصلت عائلة غورو وأخذ بهاي ماني سينغ مع السيخ الآخرين ماتا سونداري ماتا صاهيب كاور إلى دلهي بينما ذهب غورو جوبيند سينغ وبانج بياري وصاهيب زادا أجيت سينغ وصاهيب زادا جوجار سينغ وحفنة من محاربي السيخ إلى شامكور من أجل تحديد الموقف الأخير.

## غورودوارا
باريفار فيتشورا هو غوردوارا يقع على ضفة نهر سارسا. هذا هو المكان الذي انفصلت فيه عائلة الغورو العاشر للسيخ، عائلة غورو جوبيند سينغ جي.